# Фармацевтическая промышленность

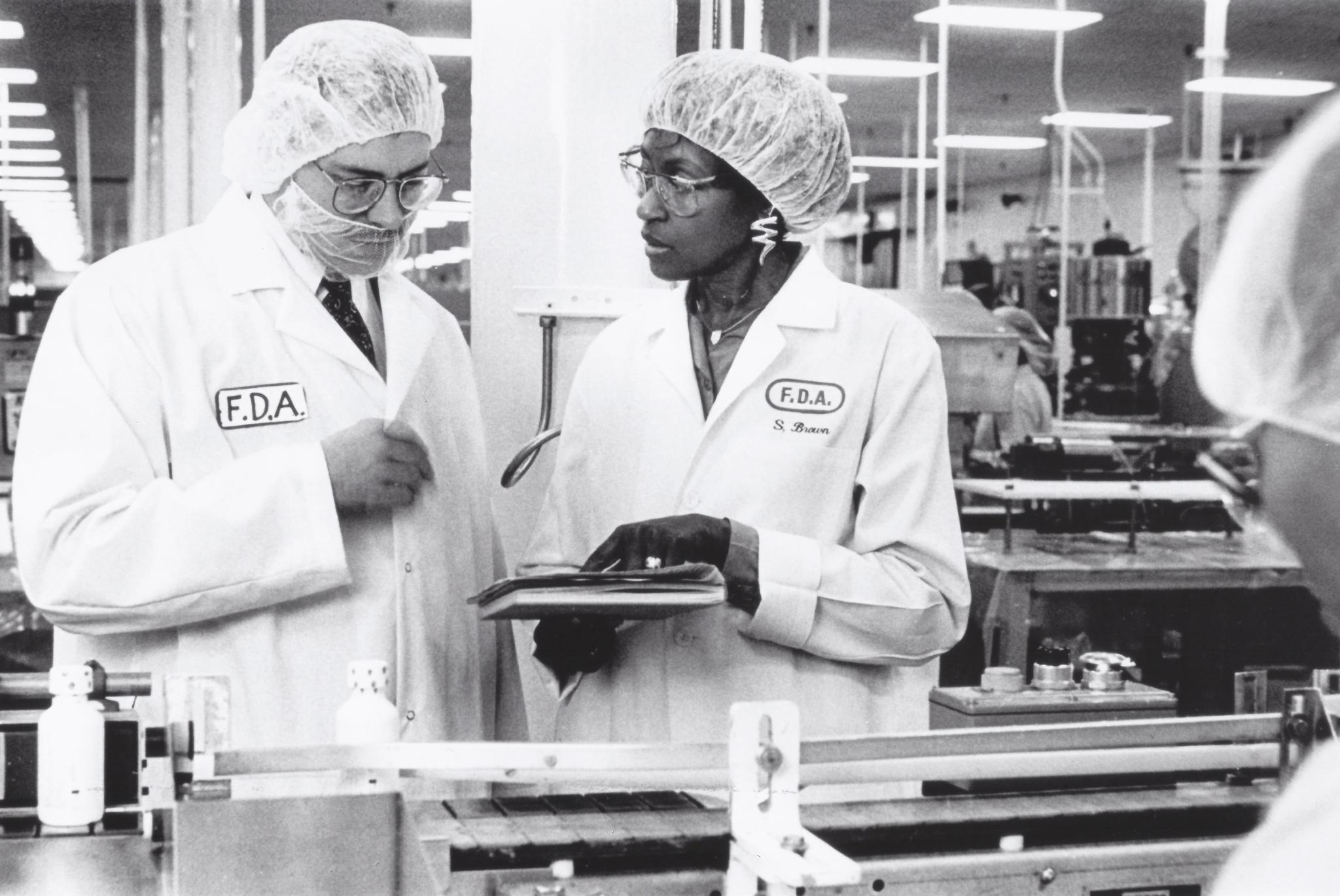
Инспекция FDA

Фармацевтическая промышленность — отрасль промышленности (подотрасль химической промышленности), связанная с исследованием, разработкой, массовым производством, изучением рынка и распределением лекарственных средств, преимущественно предназначенных для профилактики, облегчения и лечения болезней . 
Фармацевтические компании могут работать с дженериками или оригинальными (брендированными) препаратами. Они подчинены разнообразию законов и инструкций относительно патентования лекарственных средств, клинических и доклинических испытаний и особенностей маркетинга готовых к продаже продуктов.

## История

### Середина XIX века — 1945 год: от растений до первых синтетических препаратов
Современная фармацевтическая промышленность начала развиваться с деятельности местных аптекарей, которые в середине 1800-х годов расширили свою традиционную роль по распространению растительных препаратов, таких как морфин и хинин, до оптового производства, и открытий, сделанных в результате прикладных исследований. Открытие возможности производства лекарств из растений началось с выделения между 1803 и 1805 годами морфина — обезболивающего и вызывающего сон агента — из опиума немецким помощником аптекаря Фридрихом Сертюрнером, который назвал это соединение в честь греческого бога сновидений Морфея . К концу 1880-х годов немецкие производители красителей усовершенствовали очистку отдельных органических соединений от дегтя и других минеральных источников, а также разработали элементарные методы органического химического синтеза . Развитие синтетических химических методов позволило ученым систематически изменять структуру химических веществ, а развитие новой науки фармакологии расширило их способность оценивать биологические эффекты этих структурных изменений.

#### Адреналин, норэпинефрин и амфетамин
К 1890-м годам было обнаружено глубокое влияние экстрактов надпочечников на многие различные типы тканей, что положило начало поискам как механизма передачи химических сигналов, так и попыткам использовать эти наблюдения для разработки новых лекарств. Повышение артериального давления и сосудосуживающее действие экстрактов надпочечников представляли особый интерес для хирургов в качестве кровоостанавливающих средств и для лечения шока, и ряд компаний разработали продукты на основе экстрактов надпочечников, содержащие различные степени чистоты активного вещества. В 1897 году американский биохимик Джон Джекоб Абель из Университета Джонса Хопкинса определил действующее вещество как адреналин, который он выделил в нечистом состоянии как сульфатную соль. Промышленный химик Джокити Такамине позже разработал метод получения адреналина в чистом виде и передал лицензию на эту технологию компании Parke-Davis. Компания Parke-Davis продавала адреналин под торговым наименованием «Адреналин». Инъекционный адреналин оказался особенно эффективным для лечения острых приступов астмы, и его ингаляционная версия продавалась в Соединенных Штатах до 2011 года . К 1929 году адреналин был разработан в виде ингалятора для лечения заложенности носа.
Несмотря на высокую эффективность, использование адреналина ограничивала необходимость инъекционного введения, поэтому были начаты работы над созданием пероральной формы лекарства. Структурно похожее соединение эфедрин (на самом деле больше похожее на норадреналин) было обнаружено японскими химиками на заводе Ma Huang и продано фармацевтической компании Eli Lilly and Company в качестве перорального средства для лечения астмы. Следуя работе Генри Дейла и Джорджа Баргера из Burroughs-Wellcome, американский химик и фармаколог Гордон Аллес синтезировал амфетамин и испытал его на пациентах с астмой в 1929 году. Доказано, что лекарство оказывает лишь умеренное противоастматическое действие, но вызывает ощущение возбуждения и сердцебиения. Амфетамин был разработан компанией Smith, Kline & French в качестве назального противозастойного средства под торговым названием Benzedrine Inhaler. Амфетамин в конечном итоге был разработан для лечения нарколепсии, постэнцефалитического паркинсонизма и повышения настроения при депрессии и других психиатрических показаниях. В 1937 году препарат получил одобрение Американской медицинской ассоциации (АМА) как новое и неофициальное средство для этих целей  и оставался обычным средством от депрессии до разработки трициклических антидепрессантов в 1960-х годах .

#### Открытие и разработка барбитуратов
В 1903 году немецкий химик Эмиль Герман Фишер и врач Йозеф фон Меринг сделали открытие, согласно которому диэтилбарбитуровая кислота, образующаяся в результате реакции диэтилмалоновой кислоты, оксихлорида фосфора и мочевины, вызывает сон у собак. Открытие было запатентовано и лицензировано компанией Bayer Pharmaceuticals, которая продавала это соединение под торговым названием Veronal в качестве снотворного начиная с 1904 года. Систематические исследования влияния структурных изменений на эффективность и продолжительность действия привели к открытию фенобарбитала в компании Bayer Pharmaceuticals (в 1911 году) и открытие его мощного противоэпилептического действия (в 1912 году). Фенобарбитал был одним из наиболее широко используемых лекарств для лечения эпилепсии в течение 1970-х годов, а по состоянию на 2014 год остается в списке основных лекарств Всемирной организации здравоохранения . В 1950-е и 1960-е годы возросло понимание способности барбитуратов и амфетаминов вызывать привыкание и возможности злоупотребления, что привело к усилению ограничений на их использование и государственного контроля над лицами, назначающими лекарства. Сегодня амфетамин в основном используется для лечения синдрома дефицита внимания, а фенобарбитал при лечении эпилепсии .

#### Инсулин
Серия экспериментов, проведенных с конца 1800-х до начала 1900-х годов, показала, что диабет вызван отсутствием вещества, обычно вырабатываемого поджелудочной железой. В 1869 году немецкий медик-патофизиолог Оскар Минковский и Йозеф фон Меринг обнаружили, что диабет у собак может быть вызван хирургическим удалением поджелудочной железы. В 1921 году канадский профессор Фредерик Бантинг и его ученик Чарльз Бест повторили это исследование и обнаружили, что инъекции экстракта поджелудочной железы обращают вспять симптомы, вызванные удалением поджелудочной железы. Вскоре было продемонстрировано, что экстракт эффективен и для людей, но развитие инсулинотерапии как рутинной медицинской процедуры было отложено из-за трудностей с получением материала в достаточном количестве и с воспроизводимой чистотой. Исследователи обратились за помощью к промышленным сотрудникам в Eli Lilly and Company, основываясь на опыте компании в крупномасштабной очистке биологических материалов. Химик Джордж Б. Уолден из Eli Lilly and Company обнаружил, что тщательное регулирование pH экстракта позволяет производить относительно чистый сорт инсулина. Под давлением Университета Торонто и потенциальным патентным вызовом со стороны академических ученых, которые независимо разработали аналогичный метод очистки, было достигнуто соглашение о неисключительном производстве инсулина несколькими компаниями. До открытия и широкого распространения инсулинотерапии продолжительность жизни диабетиков составляла всего несколько месяцев .

#### Ранние антиинфекционные исследования: сальварсан, пронтозил, пенициллин и вакцины
Разработка лекарств для лечения инфекционных заболеваний была основным направлением ранних исследований и разработок: в 1900 году пневмония, туберкулез и диарея были тремя основными причинами смерти в Соединенных Штатах, а смертность в первый год жизни превышала 10 % .
В 1911 году немецкий иммунолог Пауль Эрлих и химик Альфред Бертхайм из Института экспериментальной терапии в Берлине разработали первый синтетический противоинфекционный препарат арсфенамин. Препарат получил коммерческое название Salvarsan . Эрлих, отмечая как общую токсичность мышьяка, так и избирательное поглощение некоторых красителей бактериями, предположил, что содержащий мышьяк краситель с аналогичными свойствами избирательного поглощения может быть использован для лечения бактериальных инфекций. Арсфенамин был приготовлен в рамках кампании по синтезу ряда таких соединений, и было обнаружено, что он проявляет частично избирательную токсичность. Арсфенамин оказался первым эффективным лекарством от сифилиса, болезни, которая до того времени была неизлечимой и неумолимо приводила к серьезным кожным изъязвлениям, неврологическим повреждениям и смерти .
Подход Эрлиха к систематическому изменению химической структуры синтетических соединений и измерению воздействия этих изменений на биологическую активность широко применялся учеными-промышленниками, включая ученых из Bayer AG Йозефа Кларера, Фрица Мицша и Герхарда Домагка. Эта работа, также основанная на тестировании соединений, доступных в немецкой красильной промышленности, привела к разработке пронтозила, первого представителя класса сульфонамидных антибиотиков. По сравнению с арсфенамином, сульфаниламиды обладали более широким спектром активности и были гораздо менее токсичными, что делало их полезными при инфекциях, вызванных патогенами, такими как стрептококки . В 1939 году за это открытие Домагк получил Нобелевскую премию по медицине . Тем не менее резкое снижение смертности от инфекционных заболеваний, имевшее место до Второй мировой войны, было в первую очередь результатом улучшения мер общественного здравоохранения, таких как чистая вода и менее тесное жилье, а влияние противоинфекционных препаратов и вакцины имели большое значение в основном после Второй мировой войны .
В 1928 году британский микробиолог Александр Флеминг обнаружил антибактериальные эффекты пенициллина, но использование для лечения болезней человека потребовало разработки методов его крупномасштабного производства и очистки. Они были разработаны консорциумом фармацевтических компаний под руководством правительства США и Великобритании во время Второй мировой войны .
В течение этого периода начался прогресс в разработке вакцин, прежде всего в форме академических и финансируемых государством фундаментальных исследований, направленных на идентификацию патогенов, ответственных за распространенные инфекционные заболевания. В 1885 году французский химик и микробиолог Луи Пастер и бактериолог Пьер Поль Эмиль Ру создали первую вакцину против бешенства. Первые вакцины против дифтерии были произведены в 1914 году из смеси дифтерийного токсина и антитоксина (полученной из сыворотки привитого животного), но безопасность прививки была незначительной, и она не получила широкого распространения. В 1921 году в Соединенных Штатах было зарегистрировано 206 000 случаев дифтерии, в результате которых погибло 15 520 человек. В 1923 году параллельные усилия французского ветеринара и биолога Гастона Рамона из Института Пастера и британского иммунолога Александра Гленни из Wellcome Research Laboratories (позже входившего в GlaxoSmithKline) привели к открытию того, что более безопасная вакцина может быть произведена путем обработки дифтерийного токсина формальдегидом . В 1944 году американский микробиолог Морис Хиллеман из Squibb Pharmaceuticals разработал первую вакцину против японского энцефалита . Позже Хиллеман перебрался в Merck & Co., Inc., где сыграл ключевую роль в разработке вакцин против кори, эпидемического паротита, ветряной оспы, краснухи, гепатита A, гепатита B и менингита.

#### Контроль производства лекарств
До XX века лекарства, как правило, выпускались небольшими производителями с незначительным регулирующим контролем производства или заявлениями о безопасности и эффективности. В Соединенных Штатах усиление регулирования вакцин и других биологических препаратов было вызвано вспышками столбняка и смертями, вызванными распространением зараженной противооспенной вакцины и дифтерийного антитоксина. Закон о контроле над биологическими препаратами 1902 года требовал разрешения федерального правительства на каждое лекарство, а также на процесс и оборудование, производящее такие лекарства. В 1906 году за этим последовал закон о чистых пищевых продуктах и лекарствах, который запрещал межгосударственное распространение фальсифицированных продуктов и лекарств. Лекарство считалось запрещенным, если оно содержало алкоголь, морфин, опиум, кокаин или другие потенциально опасные или вызывающие привыкание наркотики, но на его этикетке не указывалось количество этих ингредиентов. Попытки правительства использовать закон для преследования производителей за необоснованные заявления об эффективности были подорваны постановлением Верховного суда, ограничивающим правоохранительные полномочия федерального правительства случаями неправильной спецификации ингредиентов препарата .
В 1937 году более 100 человек умерли после приема «Эликсира сульфаниламида» производства S. E. Massengill Company из Теннесси. Продукт был разработан на основе диэтиленгликоля, высокотоксичного растворителя, который в настоящее время широко используется в качестве антифриза . Согласно действовавшим в то время законам, судебное преследование производителя было возможно только на том основании, что продукт был назван «эликсиром», что буквально означало раствор в этаноле. В ответ на этот эпизод Конгресс США принял федеральный закон о пищевых продуктах, лекарствах и косметических средствах 1938 года, который впервые требовал предпродажной демонстрации безопасности перед выпуском на рынок и прямо запрещал ложные терапевтические заявления .

### Послевоенный период (1945–1970 гг.)

#### Дальнейшие достижения в области противоинфекционных исследований
После Второй мировой войны произошёл большой сдвиг в открытии новых классов антибактериальных препаратов , включая цефалоспорины (разработанные Eli Lilly and Company на основе плодотворных работ итальянского фармаколога Джузеппе Бротцу и британского биохимика Эдварда Абрахама) , стрептомицин (обнаружены в ходе исследовательской программы, финансируемой компанией Merck & Co., Inc., в лаборатории Селмана Ваксмана в Рутгерсе в 1943 году) , тетрациклины  (обнаружены в Lederle Laboratories, теперь часть Pfizer), эритромицин (обнаружен в Eli Lilly and Company)  и их распространение на все более широкий спектр бактериальных патогенов. Стрептомицин стал первым эффективным средством от туберкулеза. На момент открытия санатории для изоляции больных туберкулезом были повсеместно в городах развитых стран, причем 50 % больных умирали в течение пяти лет после поступления .
В отчёте Федеральной торговой комиссии, опубликованном в 1958 году, была сделана попытка количественно оценить влияние разработки антибиотиков на здоровье населения США. В отчёте установлено, что за период 1946—1955 годов произошло снижение на 42 % случаев заболеваний, при которых антибиотики были эффективны, и только в 20 % случаев антибиотики были неэффективны. В отчёте сделан вывод, что «использование антибиотиков, ранняя диагностика и другие факторы ограничили распространение эпидемий и, следовательно, количество этих заболеваний». В исследовании дополнительно изучались показатели смертности от восьми распространенных заболеваний, для которых антибиотики предлагали эффективную терапию (сифилис, туберкулёз, дизентерия, скарлатина, коклюш, менингококковые инфекции и пневмония), и было обнаружено снижение на 56 % за тот же период. Среди них следует отметить снижение смертности от туберкулёза на 75 %.
В течение 1940—1955 годов темпы снижения уровня смертности в США увеличились с 2 % в год до 8 % в год, а затем вернулись к историческому уровню 2 % в год. Резкий спад в первые послевоенные годы был приписан быстрой разработке новых методов лечения и вакцин от инфекционных заболеваний, которые произошли в эти годы. Разработка вакцин продолжала ускоряться, и самым заметным достижением этого периода стала разработка американского вирусолога Джонаса Солка вакцины против полиомиелита в 1954 году при финансировании некоммерческого «Национального фонда детского паралича». Процесс вакцины не был запатентован, а был предоставлен фармацевтическим компаниям для производства в качестве недорогого дженерика. В 1960 году Морис Хиллеман идентифицировал вирус SV40, который, как позже было показано, вызывает опухоли у многих видов млекопитающих. Позже было установлено, что SV40 присутствовал в качестве контаминанта в партиях вакцины против полиомиелита, которую вводили 90 % детей в Соединенных Штатах. Загрязнение, по-видимому, произошло как из исходного клеточного материала, так и из ткани обезьяны, используемой для производства. В 2004 году Национальный институт онкологии (США) объявил, что SV40 не связан с раком у людей.
Другие известные новые вакцины того периода включают: вакцины против кори (1962 год, Джон Франклин Эндерс из Boston Children’s Hospital, позже усовершенствованные Морисом Хиллеманом), краснухи (1969 год, Хиллеман) и эпидемического паротита (1967 год, Хиллеман). Заболеваемость краснухой, синдромом врожденной краснухи, корью и эпидемическим паротитом в Соединенных Штатах сразу же после широкомасштабной вакцинации снизилась более чем на 95 %. За первые 20 лет лицензированной вакцинации против кори в США было предотвращено примерно 52 миллиона случаев заболевания, 17 400 случаев умственной отсталости и 5200 случаев смерти.

#### Разработка и маркетинг антигипертензивных препаратов
Гипертония является фактором риска атеросклероза, сердечной недостаточности, коронарной недостаточности, инсульта, почечной недостаточности и заболеваний периферических артерий и является наиболее важным фактором риска сердечно-сосудистой заболеваемости и смертности в промышленно развитых странах. До 1940 года примерно 23 % всех смертей среди людей старше 50 были связаны с гипертонией. В тяжелых случаях гипертонии лечили хирургическим путем.
В 1952 году исследователи из Ciba открыли первый доступный для приёма внутрь сосудорасширяющий препарат — гидралазин. Основным недостатком монотерапии гидралазином было то, что она со временем теряла свою эффективность (тахифилаксия). В середине 1950-х годов Карл Х. Бейер, Джеймс М. Спраг, Джон Э. Баер и Фредерик К. Новелло из Merck & Co открыли и разработали хлоротиазид, который остаётся наиболее широко используемым сегодня гипотензивным препаратом. Эта разработка была связана со значительным снижением уровня смертности среди людей с гипертонией. В 1975 году изобретатели хлоротиазида были награждены премией Ласкера в области общественного здравоохранения за «спасение бесчисленных тысяч жизней и облегчение страданий миллионов жертв гипертонии».
В обзоре «Кокрана» от 2009 года сделан вывод, что тиазидные гипотензивные препараты снижают риск смерти (RR 0,89), инсульта (RR 0,63), ишемической болезни сердца (RR 0,84) и сердечно-сосудистых событий (RR 0,70) у людей с высоким кровяным давлением. В последующие годы были разработаны другие классы гипотензивных препаратов, которые нашли широкое применение в комбинированной терапии, включая петлевые диуретики (Лазикс/Фуросемид, Hoechst AG, 1963), бета-адреноблокаторы (Imperial Chemical Industries, 1964) ингибиторы АПФ, и блокаторы рецепторов ангиотензина. Ингибиторы АПФ снижают риск нового начала заболевания почек [RR 0,71] и смерти [RR 0,84] у пациентов с диабетом, независимо от того, есть ли у них артериальная гипертензия.

#### Контрацептивы
До Второй мировой войны во многих странах контроль рождаемости был запрещён, а в Соединенных Штатах даже обсуждение методов контрацепции иногда приводило к судебному преследованию в соответствии с законами Комстока. Таким образом, история разработки оральных контрацептивов тесно связана с движением по контролю над рождаемостью и усилиями активистов Маргарет Сэнгер, Мэри Деннет и Эммы Голдман. На основе фундаментальных исследований, проведённых американским биологом Грегори Пинкусом, и методов синтеза прогестерона, разработанных американским химиком Карлом Джерасси из компании Syntex и Фрэнком Колтоном из G.D. Searle (дочерняя компания Pfizer), первый пероральный контрацептив, Enavid, был разработан E.D. Searle and Co. и одобрен Управлением по санитарному надзору за качеством пищевых продуктов и медикаментов (FDA) в 1960 году. Первоначальный состав содержал чрезмерно высокие дозы гормонов и вызывал серьёзные побочные эффекты. Тем не менее, к 1962 году 1,2 млн американских женщин принимали противозачаточные таблетки, а к 1965 году их число увеличилось до 6,5 млн. Доступность удобной формы временных противозачаточных средств привела к кардинальным изменениям в социальных обычаях, включая расширение диапазона вариантов образа жизни, доступных для женщин, уменьшение зависимости женщин от мужчин в применении противозачаточных средств, поощрение откладывания брака и увеличение числа добрачного сожительства.

#### Талидомид и поправки Кефовера-Харриса
В США толчок к пересмотру Федерального закона о пищевых продуктах, лекарствах и косметических средствах возник в результате слушаний в Конгрессе, проведенных сенатором Эстесом Кефовером из Теннесси в 1959 году. Слушания охватили широкий круг вопросов политики, включая злоупотребления рекламой, сомнительную эффективность лекарств и необходимость более строгого регулирования отрасли. В то время как импульс к принятию нового законодательства временно не стал предметом расширенных дебатов, возникла новая трагедия, которая подчеркнула необходимость более всеобъемлющего регулирования и стала движущей силой для принятия новых законов.
12 сентября 1960 года William S. Merrell Company из Цинциннати подала заявку на новый лекарственный препарат Kevadon (Талидомид), седативное средство, которое продавалось в Европе с 1956 года. Медицинский сотрудник FDA, отвечающий за изучение соединения, Фрэнсис Келси, считала, что данные, подтверждающие безопасность талидомида, неполны. Фирма продолжала оказывать давление на Келси и FDA, чтобы те одобрили заявку до ноября 1961 года, когда лекарство было снято с немецкого рынка из-за его связи с серьёзными врожденными аномалиями. Несколько тысяч новорожденных в Европе и других странах пострадали от тератогенного воздействия талидомида. Без одобрения FDA фирма распространила Kevadon среди более чем 1000 врачей под предлогом использования в исследовательских целях. В ходе этого «исследования» более 20 000 американцев получили талидомид, в том числе 624 беременных пациенток, и около 17 новорожденных пострадали от воздействия препарата.
Данная ситуация вокруг талидомида воскресила законопроект Кефовера об усилении регулирования лекарственных средств, который застопорился в Конгрессе, и 10 октября 1962 года вступила в силу поправка Кефовера-Харриса. Отныне производители должны были доказать FDA, что их лекарства были эффективными и безопасными, прежде чем они могли поступить на рынок США. FDA получило полномочия регулировать рекламу рецептурных лекарств и устанавливать надлежащую производственную практику. Закон требовал, чтобы все препараты, выпущенные на рынок в период с 1938 по 1962 год, были эффективными. Совместное исследование FDA и Национальной академии наук показало, что почти 40 % этих продуктов оказались неэффективными. Аналогичное всестороннее исследование безрецептурных продуктов началось десять лет спустя.

### 1970—1990-е годы

#### Статины
В 1971 году японский биохимик Акира Эндо, работающий в фармацевтической компании Sankyo, идентифицировал мевастатин (ML-236B), молекулу, продуцируемую грибом Penicillium citrinum, в качестве ингибитора HMG-CoA редуктазы, критический фермент, используемый организмом для производства холестерина. Испытания на животных показали очень хороший ингибирующий эффект, как и в клинических испытаниях, однако долгосрочное исследование на собаках выявило токсические эффекты при более высоких дозах, и в результате мевастатин начали считать слишком токсичным для использования человеком. Мевастатин никогда не продавался из-за его побочных эффектов в виде опухолей, разрушения мышц, а иногда и смерти лабораторных собак.
П. Рой Вагелос, главный научный сотрудник, а затем генеральный директор Merck & Co., проявил интерес и начиная с 1975 года совершил несколько поездок в Японию. К 1978 году компания Merck & Co. выделила ловастатин (мевинолин, MK803) из грибка Aspergillus terreus, продажа которого началась в 1987 году под названием Mevacor.
В апреле 1994 года были объявлены результаты Scandinavian Simvastatin Survival Study, спонсируемого компанией Merck & Co. Исследователи протестировали симвастатин, который позже продавался Merck & Co. как Zocor, на 4444 пациентах с высоким уровнем холестерина и сердечными заболеваниями. Через пять лет исследование показалр, что у пациентов наблюдалось снижение уровня холестерина на 35 %, а их шансы умереть от сердечного приступа снизились на 42 %. В 1995 году Zocor и Mevacor принесли Merck & Co. более $1 млрд. Эндо был награждён Японской премией 2006 года и премией Ласкера-Дебейки за клинические медицинские исследования в 2008 году.

## Экономический аспект разработки новых лекарственных препаратов
На разработку оригинального лекарственного средства требуется большое время (до десятков лет) и большие финансовые затраты. Новое лекарственное средство проходит все предусмотренные законом процедуры, чтобы быть зарегистрированным, а затем его применение становится объектом контроля и изучения в рамках системы фармаконадзора. Фармацевтические компании всегда получают патенты на новые лекарственные препараты, их действующие вещества, комбинации этих веществ, технологии производства. Поэтому их конкуренты обычно не имеют возможности вывести на рынок препараты с теми же действующими веществами в течение определённого времени (обычно 20 лет). Однако после истечения срока патентной защиты, а иногда и ранее, начинается производство дженериков (копий лекарственного препарата, разработанного много лет назад).
По разным данным, ведущие фармацевтические компании мира направляют на разработку новых лекарственных средств от 13 до 25 % своей выручки. Только в 2019 году 10 ведущих мировых компаний потратили на разработки в области фармацевтики более $82 млрд.
При этом на фоне роста затрат компаний на разработку новых лекарственных средств c $20 млрд до $50 млрд с 2000 по 2010 год, число зарегистрированных новых препаратов в этот период снижалось. Компании могли себе позволить увеличивать расходы на исследования, поскольку в 1990-е годы получали прибыль от «лекарств-блокбастеров» (мировые продажи которых превышают $1 млрд), к примеру антикоагулянтов, а также от первого поколения биотехнологических препаратов (к примеру интерферонов). К росту затрат на исследования привело также усложнение биологических мишеней и усиление надзора государственных регуляторов за производством дешевых дженериков. Средняя стоимость разработки одного лекарства составляет $2,6 млрд, среднее время разработки составляет 10 лет. При этом лишь менее 12 % потенциальных лекарств, которые доходят до первой стадии клинических испытаний, получают свидетельства государственного регулятора.

## В мире
По состоянию на 2013 год ведущими фармацевтическими компаниями мира являлись (продажи, млрд долл.):
- Pfizer (США) — 59,0
- Novartis (Швейцария) — 56,7
- Roche Holding (Швейцария) — 49,7
- Merck & Co (США) — 47,3
- Sanofi (Франция) — 46,1
- GlaxoSmithKline (Великобритания) — 43,0
- Abbott Laboratories (США) — 39,9
- AstraZeneca (Великобритания / Швеция) — 28,6
- Eli Lilly and Company (США) — 22,6
- Sinopharm Group (Китай) — 21,5
- Teva Pharmaceutical Industries (Израиль) — 20,9
- Takeda Pharmaceutical (Япония) — 18,2
- AbbVie (США) — 18,0
- Bristol Myers Squibb (США) — 17,6
- Otsuka Pharmaceutical (Япония) — 13,9
- Novo Nordisk (Дания) — 13,8
- Merck KGaA (Германия) — 13,8
- Astellas Pharma (Япония) — 11,7
- Daiichi Sankyo (Япония) — 11,3

По состоянию на 2013 год ведущими компаниями мира по распространению (оптовой и розничной торговле) фармацевтических препаратов являлись (продажи, млрд долл.):
- McKesson (США) — 123,5
- Cardinal Health (США) — 104,8
- AmerisourceBergen (США) — 80,6
- Medipal Holdings (Япония) — 33,2
- Alfresa Holdings (Япония) — 28,2
- Suzuken (Япония) — 22,5
- Toho Holdings (Япония) — 13,4

### Россия
российский фармацевтический рынок занимал по состоянию на 2016 год 14-е место в мире с объёмом 20 млрд долларов США. Объём импорта составил 8,908 млрд долларов США, экспорт российской фармацевтической промышленности — 635 млн долларов США. По итогам 2018 года импортные лекарства заняли 70 % рынка в денежном виде и 40 % в упаковках. Первые места в рейтинге производителей в рублях сохранили за собой иностранные компании Sanofi, Novartis и Bayer. В топ-20 вошли три российских производителя: Отисифарм, Фармстандарт и Биокад.

#### История
В Российской империи развитием производства медицинских изделий, заготовкой лекарственных растений и фармацевтической химией занимались преимущественно аптеки и аптечные сети. Первые сведения о системной заготовке лекарственных средств в России относятся к XVII, когда был создан Аптекарский приказ. При Петре I лекарственные средства переходят в ведение Главной аптеки. В XIX веке известную сеть аптек и производственную базу для них построила семья обрусевших немцев Феррейнов. Также в конце XIX начале XX веков начинают появляться независимые фармацевтические компании, такие как химико-фармацевтическое предприятие Кёлера. Тем не менее фармацевтика в Российской империи была развита слабо, производились в основном галеновые препараты, существовала сильная зависимость от импорта синтетических препаратов. С началом Первой мировой войны импорт препаратов из Европы резко сократился.
В СССР фармацевтика стала одной из важнейших отраслей. Уже в 1920 году на базе предприятий Феррейнов образуется Научно-исследовательский химико-фармацевтический институт, фармацевтические заводы по всей стране объединяются под единым управлением Высшего совета народного хозяйства. Первоначальной задачей стало построение собственной химико-фармацевтической промышленности и воспроизведение импортных лекарственных средств. В довоенный период (в 1920-х и 1930-х годах) был освоен выпуск почти всех известных в то время важных лекарственных средств. К 1990 году производилось свыше 4600 тонн антибиотиков и 4300 тонн витаминов.

#### Современность
В 2016 году объём производства лекарственных средств в России составил 286 млрд руб., медицинских изделий 52,8 млрд руб. Доля наименований российских лекарственных препаратов в перечне жизненно необходимых и важнейших лекарственных препаратов на конец 2016 года составила 77 %.
В России действует государственная программа «Развитие фармацевтической и медицинской промышленности на период до 2020 года и дальнейшую перспективу» Министерства промышленности и торговли. Программа определяет следующие задачи:
- технологическое перевооружение фармацевтического производства;
- импортозамещение лекарственных средств по номенклатуре жизненно необходимых и важнейших лекарственных препаратов;
- вывод на рынок российской инновационной продукции;
- увеличение экспорта фармацевтической промышленности;
- улучшение кадрового обеспечения отрасли.

В 2019 году Минпромторг представил новый проект стратегии развития фармацевтической промышленности России до 2030 года. Документ предлагает продолжить концентрацию на соблюдении лекарственной безопасности страны. Рассматриваются несколько сценариев развития — от оптимистических с значительным увеличением экспорта до пессимистических с упором на импортозамещение жизненно-важных препаратов и медицинских изделий.
Основные производители: Фармстандарт, Верофарм, Московский эндокринный завод, Мосхимфармпрепараты, Микроген, Национальная иммунобиологическая компания, Брынцалов-А (см. Брынцалов, Владимир Алексеевич), Акрихин, Дальхимфарм, Татхимфармпрепараты, Уралбиофарм, Биосинтез, Биохимик, Органика, Нижфарм (Stada), Биокад, Фармасинтез, НПО Петровакс Фарм

### Украина
В 2015 году на территории Украины работало 620 фармацевтических производителей. Основными центрами по производству лекарств являются Харьков, Киев и Одесса: Фармак (Farmak, старейший в СССР Киевский фармацевтический завод им. М. В. Ломоносова), Борщаговский ХФЗ, Дарница и Киевский витаминный завод (Киев); Артериум (Киев — Львов), ИнтерХим (Одесса); также Юрия-Фарм, Фарма-Старт, Лекхим, Здоровье.